# Guagnano
Guagnano község (comune) Olaszország Puglia régiójában, Lecce megyében.

## Fekvése
A Salentói-félsziget északi részén fekszik, Leccétől északnyugatra.

## Története
A település első említése a 13. századból származik. A Leccei Grófság része volt. A mai község 1811-ben alakult meg, miután a Nápolyi Királyságban felszámolták a feudalizmust. A községet több kisebb-nagyobb falu összeolvasztásával hozták létre.

## Népessége
A népesség számának alakulása:

## Főbb látnivalói
- Santa Madonna Assunta-templom (17. század)
- Madonna del Rosario-templom (18. század)